# Santos Brasil Tennis Open de 2011
O Santos Brasil Tennis Open de 2011 foi um torneio profissional de tênis jogado em quadras de saibro. Foi a primeira edição do torneio, que era parte do ATP Challenger Tour de 2011. Ela ocorreu em Santos, Brasil, entre 18 e 24 de abril de 2011.

## Simples

### Finais
|  | Semifinais | Semifinais      | Semifinais      | Semifinais | Semifinais |                      |   | Final      | Final | Final | Final | Final |
|  |            |                 |                 |            |            |                      |   |            |       |       |       |       |
|  | 1          | Ricardo Mello   | 2               | 6          | 3          |                      |   |            |       |       |       |       |
|  | 7          | João Souza      | 6               | 1          | 6          |                      |   |            |       |       |       |       |
|  | 7          | João Souza      | 6               | 1          | 6          |                      | 7 | João Souza | 6     | 6     |       |       |
|  |            |                 |                 |            |            |                      | 7 | João Souza | 6     | 6     |       |       |
|  |            | 5               | Diego Junqueira | 4          | 2          |                      |   |            |       |       |       |       |
|  | 8          | 5               | Diego Junqueira | 4          | 2          | Juan Pablo Brzezicki | 3 | 0r         |       |       |       |       |
|  | 8          |                 |                 |            |            | Juan Pablo Brzezicki | 3 | 0r         |       |       |       |       |
|  | 5          | Diego Junqueira | 6               | 2          |            |                      |   |            |       |       |       |       |

## Duplas

### Finais
| Semifinais | Semifinais                   | Semifinais | Semifinais | Semifinais |  |    | Final                      | Final                    | Final | Final | Final |  |  |
|            |                              |            |            |            |  |    |                            |                          |       |       |       |  |  |
| 1          | Franco Ferreiro A Sá         | 6          | 1          | [10]       |  |    |                            |                          |       |       |       |  |  |
|            | Leonardo Kirche Júlio Silva  | 4          | 6          | [7]        |  |    | 1                          | Franco Ferreiro André Sá | 6     | 6     |       |  |  |
| WC         | Gerald Melzer José Pereira   |            |            |            |  | WC | Gerald Melzer José Pereira | 3                        | 3     |       |       |  |  |
|            | Christian Lindell João Souza | w/o        |            |            |  |    |                            |                          |       |       |       |  |  |

## Ligações Externas
- ITF Busca
- Site oficial da ATP